# Объездное шоссе (Санкт-Петербург)
Объездно́е шоссе — шоссе, расположенное в Красногвардейском районе Санкт-Петербурга. Проходит от улицы Петра Смородина до Ириновского проспекта.

## История
Изначально проезд был частью основной дороги в Пороховые, начинавшейся от Невы, и назывался Порховская дорога. Впервые это название упоминается в «Санкт-Петербургских ведомостях» в 1779 году. С 1792 года стала использоваться форма Пороховская дорога, с 1821 года — дорога на пороховые заводы.
Старый проезд был узким и очень кривым. В 1857 году было открыто новое прямое и широкое Пороховское шоссе (современное шоссе Революции). Старый проезд с 1889 года назывался Старо-Пороховской улицей, а с 1912 года — Объездным шоссе. Шоссе постепенно сокращалось, и к 1966 году от него был оставлен только самый восточный участок, от улицы Петра Смородина до реки Охты. Часть проезда, ранее относившегося к Объездному шоссе (от дома 21 по проспекту Металлистов до улицы Петра Смородина), на данный момент существует как проезд без названия.
В реестре названий объектов городской среды Санкт-Петербурга, начиная с 2010 года, указано, что Объездное шоссе проходит от улицы Петра Смородина до Ириновского проспекта. До этого момента было указано, что Объездное шоссе проходит от улицы Петра Смородина до улицы Передовиков.

## Транспорт
Ближайшая станция метро — «Ладожская».